# Quadriptilia
Quadriptilia là một chi bướm đêm thuộc họ Pterophoridae.

## Các loài
- Quadriptilia obscurodactyla Gielis, 1994
- Quadriptilia philorectis (Meyrick, 1926)
- Quadriptilia rectangulodactyla Gielis, 1994